# رودریگو مونوز
رودریگو مونوز (انگلیسی: Rodrigo Muñoz؛ زادهٔ ۲۲ ژانویهٔ ۱۹۸۲) یک بازیکن فوتبال اهل اروگوئه است.